# Al-Mudhàffar Àhmad
Al-Màlik al-Mudhàffar Àhmad ibn al-Muàyyad Xaykh —àrab: الملك المظفر أحمد بن المؤيد شيخ, al-Malik al-Muẓaffar Aḥmad ibn al-Muʾayyad Xayẖ—, més conegut simplement com al-Mudhàffar Àhmad, fou soldà mameluc de la dinastia burjita o circassiana (1421).
El 14 de gener de 1421 va morir el sultà al-Muàyyad Xaykh, poc després que el seu fill Ibrahim, que es diu que potser fou víctima de la gelosia del seu pare després dels seus èxits a Anatòlia, si bé no hi ha cap prova. El successor fou el segon, Àhmad, designar com a successor pel pare, però que no tenia més que 17 mesos quan fou proclamat sultà amb el títol d'al-Mudhàffar. El regent designat, estava en campanya i l'atabeg as-Sàlih Nàssir-ad-Din Muhàmmad ibn Tatar es va casar amb la vídua i mare del sultà i el va deposar ocupant el tron menys de vuit mesos més tard (1421).